# Cearadactylus atrox
Il cearadattilo (Cearadactylus atrox) è un rettile volante estinto appartenente al gruppo degli pterosauri. Visse nel Cretaceo inferiore (Aptiano, circa 110 milioni di anni fa) in ciò che è oggi il Sudamerica.

## Fauci - trappole
Questo grande rettile volante, dall'apertura alare di 4 o 5 metri ma pesante solo una quindicina di chilogrammi, è conosciuto solo per un cranio incompleto ma molto caratteristico. Il fossile, conservato in tre dimensioni, mostra chiaramente mascelle allungate e dotate di denti acuminati; la parte anteriore del muso, in particolare, è sviluppata in una sorta di “trappola” formata da lunghissimi denti che si intersecavano tra di loro. 

## Stile di vita
Questo tipo di dentatura sembrerebbe adatto a trattenere prede scivolose come i pesci: al contrario di altre specie di pterosauri dello stesso giacimento, come Anhanguera, Cearadactylus possedeva fauci piatte e sprovviste di “carene” per fendere l'acqua. Probabilmente, come un immenso albatros, il cearadattilo sorvolava i mari del Cretaceo attendendo il momento buono per far guizzare il suo collo e colpire come una fiocina i pesci che nuotavano a pelo dell'acqua. Il nome Cearadactylus significa “dito del Ceará”, ed è stato dato da Leonardi e Borgomanero nel 1985. Il cranio, l'unico resto fossile finora rinvenuto, è stato scoperto nella formazione Santana, alla base dell'altopiano di Araripe, nel Brasile nord-orientale.